# Staats
Staats este o comună din landul Saxonia-Anhalt, Germania.